# Adel Mechaal
Adel Mechaal (Tetouan, 5 december 1990) is een atleet uit Spanje, die gespecialiseerd is in de 1500 m, 3000 m en de 5000 m. Hij werd meermaals Spaans kampioen op deze afstanden. In februari 2013 wijzigde hij zijn nationaliteit van Marokkaanse naar Spaanse. Hij nam tweemaal deel aan de Olympische Spelen, maar won hierbij geen medailles.

## Biografie
Op de Europese kampioenschappen van 2016 behaalde Mechaal een zilveren medaille op de 5000 m. Opvallend hierbij was dat de eerste drie atleten alle drie 13.40,85 als eindtijd toebedeeld kregen, terwijl de vierde atleet een honderdste seconde later finishte. Op de Olympische Spelen in Rio kwam hij vervolgens uit op de 1500 m, maar op deze afstand kwam hij niet verder dan de eerste ronde. Ook op de 5000 m sneuvelde Mechaal in de eerste ronde. 
Een eerste hoogtepunt in zijn atletiekloopbaan bereikte Adel Mechaal op de Europese indoorkampioenschappen van 2017 in Belgrado. Op de 3000 m eiste hij de titel voor zich op door in de eindsprint in 8.00,60 de Noor Henrik Ingebrigtsen (tweede in 8.00,93) en de Duitser Richard Ringer (derde in 8.01,01) te verslaan. In 2017 was Mechaal ook nog goed voor de 4e plaats tijdens de 1500 m op de WK van 2017. In 2018 eindigde Mechaal 5e op de 3000 m tijdens de WK indoor.
Op 7 maart 2021 liep Mechaal de 3000 m op de EK indoor. In de finale behaalde hij de bronzen medaille achter de Noor Jakob Ingebrigtsen en de Belg Isaac Kimeli. Later dat jaar nam Mechaal deel aan de 1500 m op de uitgestelde Olympische Spelen van 2020 in Tokio. In de finale van de 1500 m liep hij in een persoonlijk record naar de 5e plaats. 
Mechaal is aangesloten bij AA Palamos.

## Titels
- Europees indoorkampioen 3000 m - 2017
- Spaans kampioen 1500 m - 2015, 2017, 2021
- Spaans kampioen 5000 m - 2015, 2017
- Spaans indoorkampioen 1500 m - 2015, 2018, 2022
- Spaans indoorkampioen 3000 m - 2015, 2017, 2018, 2020, 2021, 2022

## Persoonlijke records
Outdoor
| Onderdeel      | Prestatie | Datum            | Plaats    |
| -------------- | --------- | ---------------- | --------- |
| 800 m          | 1.47,69   | 17 juli 2019     | Barcelona |
| 1500 m         | 3.30,77   | 7 augustus 2021  | Tokio     |
| 3000 m         | 7.35,28   | 1 juli 2017      | Parijs    |
| 5000 m         | 13.06,02  | 16 juni 2022     | Oslo      |
| 10.000 m       | 27.50,56  | 19 mei 2018      | Londen    |
| 10 km          | 29.09     | 28 december 2019 | Lissabon  |
| Halve marathon | 1.02,30   | 17 oktober 2020  | Gdynia    |

Indoor
| Onderdeel | Prestatie        | Datum            | Plaats                 |
| --------- | ---------------- | ---------------- | ---------------------- |
| 800 m     | 1.54,54          | 21 februari 2010 | Vilafranca del Penedès |
| 1500 m    | 3.35,30          | 19 februari 2022 | Birmingham             |
| 3000 m    | 7.30,82 (NR, ER) | 6 februari 2022  | New York               |

## Palmares

### 1500 m
- 2013: 5e EK team - 3.40,58
- 2014: 7e in serie WK indoor - 3.46,05
- 2014: 25e EK - 3.47,60
- 2015: 6e EK team - 3.52,69
- 2015: 12e in serie WK - 3.46,05
- 2016: 10e in serie OS - 3.48,41
- 2017: 4e WK - 3.34,71
- 2019: 8e in serie WK - 3.37,95
- 2021: 5e OS - 3.30,77

### 3000 m
- 2015: 6e EK indoor - 7.49,59
- 2015:  Meeting de Atletismo Madrid - 7.52,16
- 2016:  Meeting Mohammed VI in Rabat - 7.39,51
- 2016:  Madrid Meeting - 7.55,20
- 2017:  EK indoor - 8.00,60
- 2018: 5e WK indoor - 8.16,13
- 2021:  EK indoor - 7.49,47
- 2022: 7e WK indoor - 7.43,60
- 2023:  EK indoor - 7.41,75

### 5000 m
- 2012: 11e Spaanse kamp. in Pamplona - 14.21,96
- 2015:  Spaanse kamp. in Castellón - 14.10,59
- 2016: 5e Meeting Ibero-Amerikaanse kamp. in Huelva - 13.15,40
- 2016:  EK - 13.40,85
- 2016:  Spaanse kamp. in Gijón - 13.39,17
- 2016: 17e in serie OS - 13.34,42
- 2018: DNF in serie EK
- 2022: 11e in serie WK - 13.36,48
- 2022: 14e EK - 13.35,92

### 10000 m
- 2018: 4e EK - 28.13,78

### 10 km
- 2012: 5e Cursa dels Nassos in Barcelona - 30.00

### halve marathon
- 2020: 46e WK - 1:02.30

### veldlopen
- 2015: 7e Spaanse kamp. in Alcobendas - 36.35
- 2015: 68e WK in Guiyang - 38.57
- 2015:  EK in Hyères - 29.51
- 2016: 8e EK in Chia - 28:26
- 2017:  EK in Šamorín - 29.54
- 2018: 8e EK in Tilburg - 29.20
- 2024: 10e EK in Antalya - 22.47